# Шестаково (Новотор'яльський район)
Шестако́во (рос. Шестаково, марій. Шестаково) — присілок у складі Новотор'яльського району Марій Ел, Росія. Входить до складу Масканурського сільського поселення.

## Населення
Населення — 6 осіб (2010; 3 у 2002).
Національний склад (станом на 2002 рік):
- росіяни — 100 %